# Mossvinterskinn
Mossvinterskinn (Erythricium hypnophilum) är en svampart som först beskrevs av Petter Adolf Karsten, och fick sitt nu gällande namn av J. Erikss. & Hjortstam 1970. Enligt Catalogue of Life ingår Mossvinterskinn i släktet Erythricium,  och familjen Corticiaceae, men enligt Dyntaxa är tillhörigheten istället släktet Erythricium,  och familjen Phanerochaetaceae. Arten är reproducerande i Sverige. Inga underarter finns listade i Catalogue of Life.